# Esther (Bible)
Pour les articles homonymes, voir Esther.
Hadassah bat Avihaïl, plus connue sous le nom d'Esther (en hébreu : אסתר) est un personnage du Livre d'Esther, qui fait partie du Tanakh (Premier Testament). Elle est l'épouse du roi de Perse Assuérus, identifié généralement à Xerxès Ier ou à Artaxerxès Ier. Son histoire est célébrée, dans la tradition juive, lors de la fête de Pourim.

## Son nom
D'après le Livre d'Esther, cette femme originaire de Judée s'appelle Hadassah, ce qui signifie « myrte » en hébreu. Quand elle entre au harem royal, elle reçoit le nom d'« Esther », qui est vraisemblablement une façon de désigner le myrte pour les Mèdes. Le mot est assez proche de la racine du mot qui, en kurde ou en persan, désigne aussi bien le myrte, que la forme de sa fleur, en « étoile ». Selon un Targoum de la tradition juive, elle était en effet aussi belle que « l'étoile de la nuit », appelée astéria par les Grecs.
Certaines critiques du Livre d'Esther font dériver le nom d'Esther de celui de la déesse Ishtar parce que les consonnes sont exactement les mêmes. De plus, comme la lettre chin — et non ס : samekh — est utilisée et prononcée « s » au lieu de « sh », cela peut également correspondre phonétiquement à « Ashtoreth », appellation hébraïque de la déesse Ishtar.
Le Midrach comprend le nom « Esther » en hébreu sous le sens de « caché ». Esther cachait son origine judéenne comme Mardochée le lui avait conseillé.

## Récit biblique
Esther est la fille d'Avihaïl de la tribu de Benjamin, une des deux tribus qui constituèrent le royaume de Juda avant sa destruction par les Babyloniens et les déportations de l'élite du royaume vers les provinces de l'empire perse.
Au début du récit, elle habite avec son cousin Mardochée (lui-même fils de Yaïr, l'oncle d'Esther), qui occupe une fonction administrative au palais du roi perse à Chouchan. Après avoir ordonné la déposition de la reine Vachti, qui a refusé de se montrer nue devant les ministres, le roi Assuérus cherche une nouvelle épouse parmi toutes les jeunes femmes du royaume. Le choix tombe sur Esther. Elle s'installe au palais mais dissimule sa véritable identité juive.
Quand le ministre Haman décide d'exterminer tous les Juifs du royaume, Esther est ainsi au premier rang pour demander au roi d'annuler le décret de son ministre. Après un jeûne de trois jours qu'elle s'inflige pour soupeser sa décision, elle se présente au roi pour lui demander la faveur d'accepter son invitation à dîner dans sa suite avec Haman. Par la suite, elle les invite à nouveau et, à l'issue du second dîner, informe le roi qu'elle est juive et que Haman a décrété l'élimination des Juifs du royaume. Comme un décret marqué du sceau royal ne peut être annulé, Esther obtient du roi le droit pour les Juifs de se défendre le jour où ils seront attaqués, en tuant des milliers d'hommes du royaume. Le roi fait pendre son premier ministre Haman ainsi que les dix fils de ce dernier pour avoir failli causer un grand tort aux Juifs résidant dans son empire.

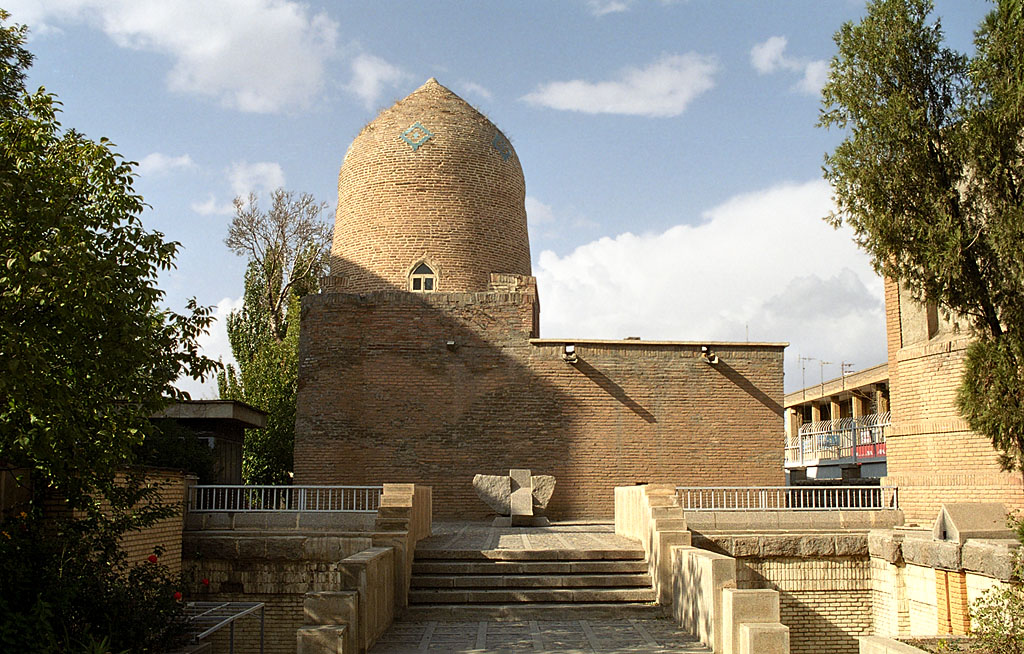
Mausolée de l'Esther biblique et de son oncle Mordekhaï à Hamedan, l'un des centres de pèlerinage juif les plus importants en Iran.

Esther apparaît dans la Bible comme une femme d'une grande piété, caractérisée par sa beauté, par sa foi, sa sagesse, son courage, son patriotisme, sa prudence et sa résolution. Elle est fidèle et obéissante vis-à-vis de son cousin Mardochée et anxieuse face à son devoir de représenter le peuple juif et d'obtenir du roi leur salut. Dans la tradition juive, elle est vue comme un instrument de la volonté de Dieu pour empêcher la destruction du peuple juif, les protéger et leur assurer la paix pendant leur exil à Babylone.

## Traditions juives liées au personnage
La victoire des Juifs sur leurs ennemis et Haman est fêtée dans de grandes réjouissances lors de la fête de Pourim, au cours de laquelle tous les Juifs ont l'obligation d'écouter la lecture du livre d'Esther - et où enfants et adultes se déguisent comme lors d'un joyeux carnaval.
Ainsi, le « jeûne d'Esther » consiste à jeûner sans pain ni eau pendant une journée au printemps, précisément le 13 Adar, veille de la fête de Pourim, selon le calendrier hébraïque, pour commémorer le sauvetage du peuple juif par la reine Esther et le jeûne de trois jours qu'elle réclama alors au peuple juif pour l'aider dans son entreprise.

## Développements ultérieurs

### Arts

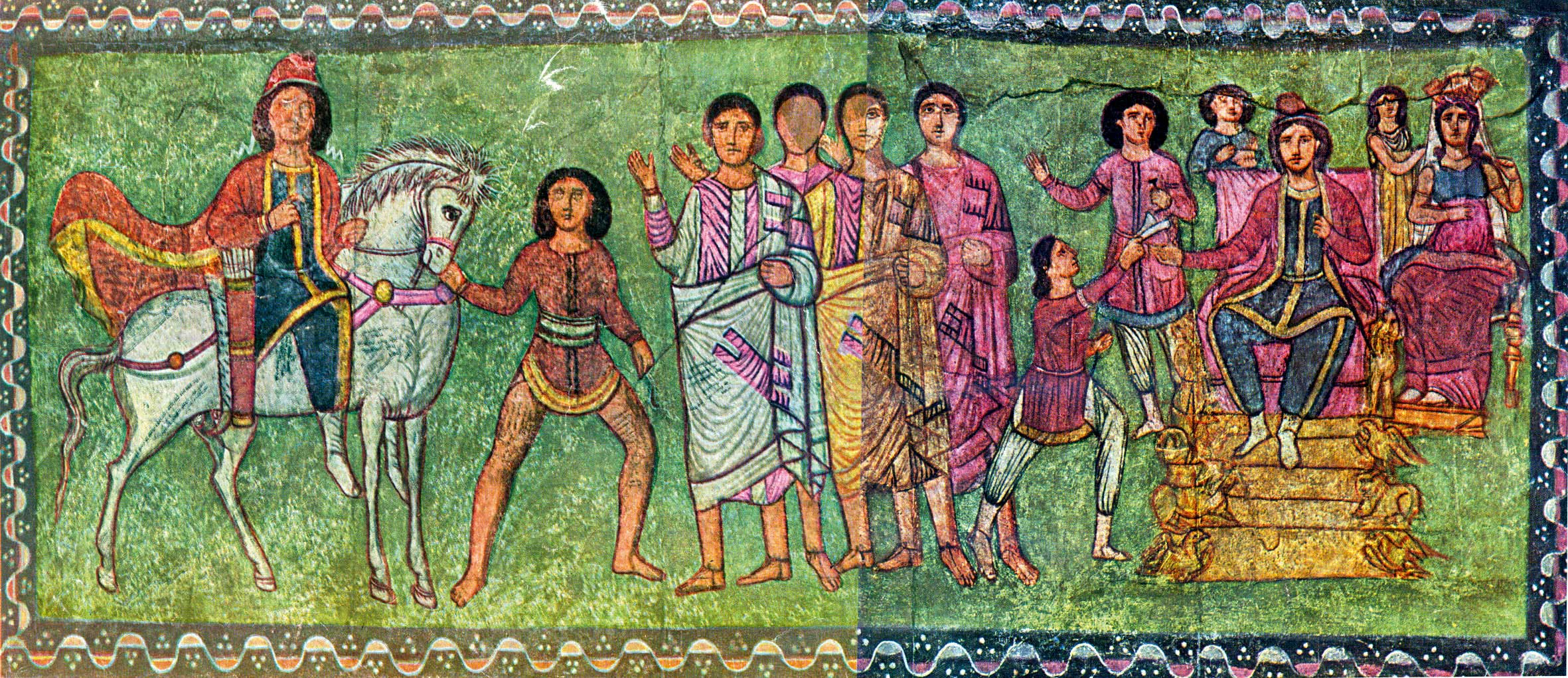
Esther et Mardochée, 245 ap. J-C fresque de la synagogue Dura-Europos, Syrie transportée au musée de Damas
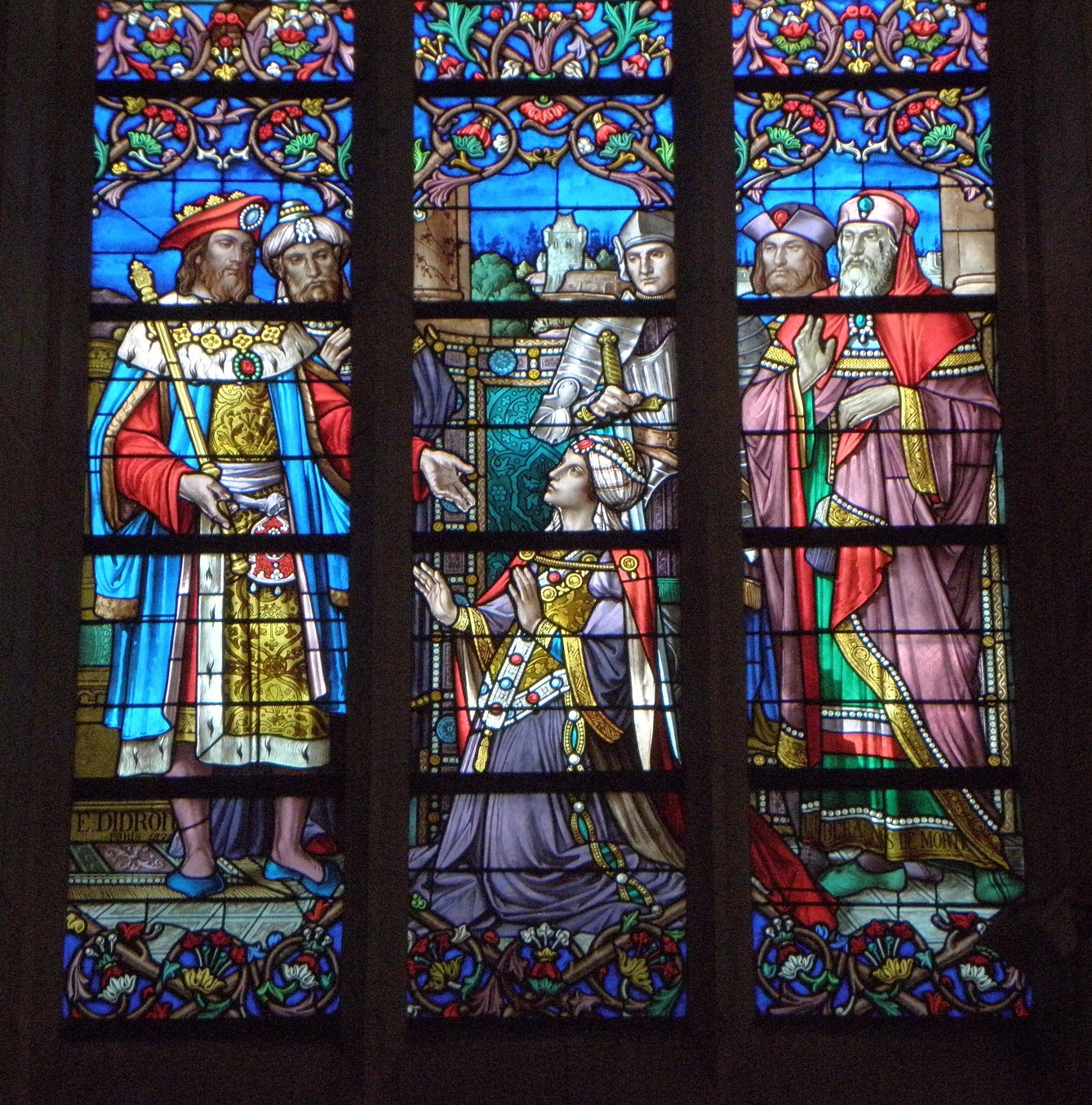
Esther implorant Assuérus pour le peuple juif vitrail de l'église Notre-Dame de Beaufort-en-Vallée (49)
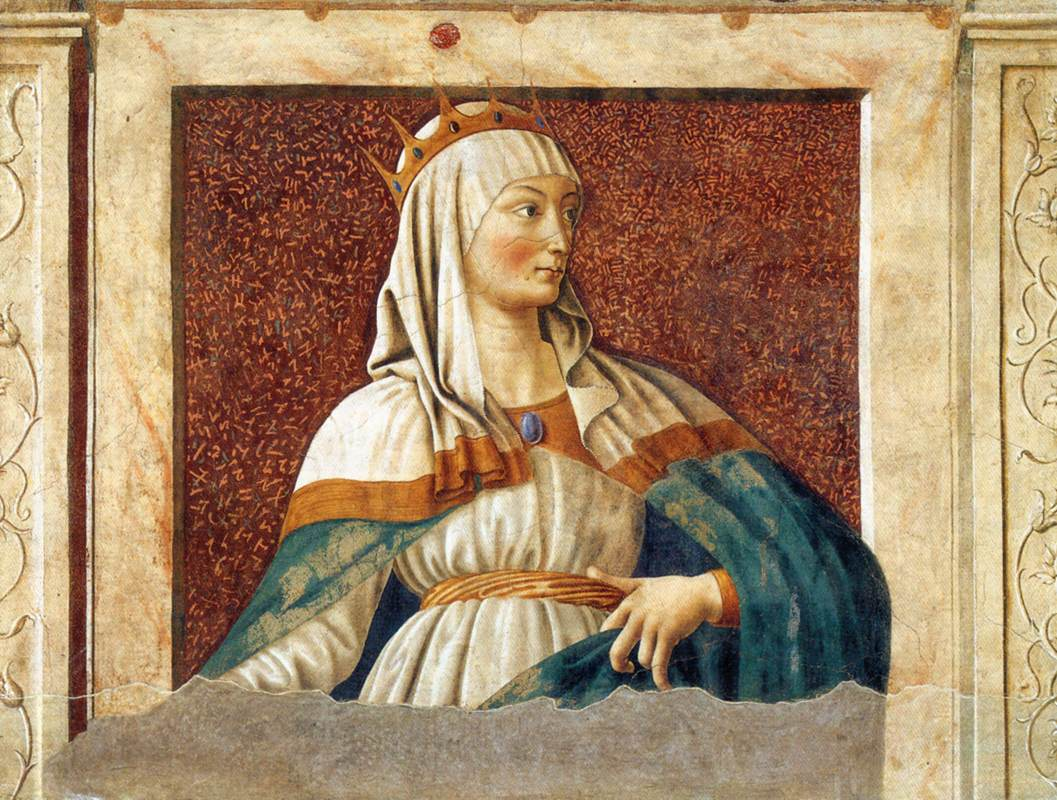
Esther, Fresque Andrea del Castagno, v. 1450 série Hommes et femmes illustres
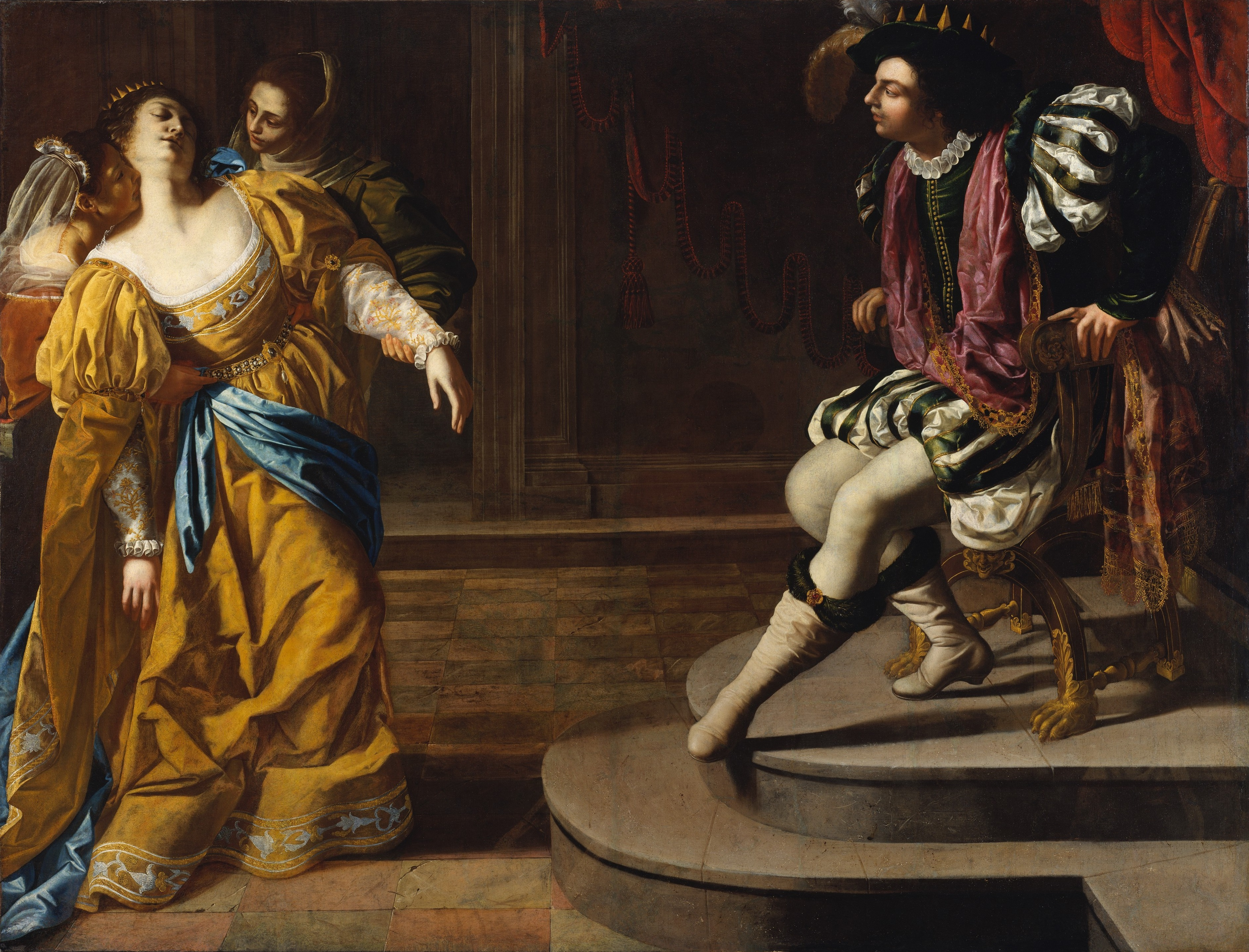
Artemisia Gentileschi, Esther et Assuérus, v. 1630
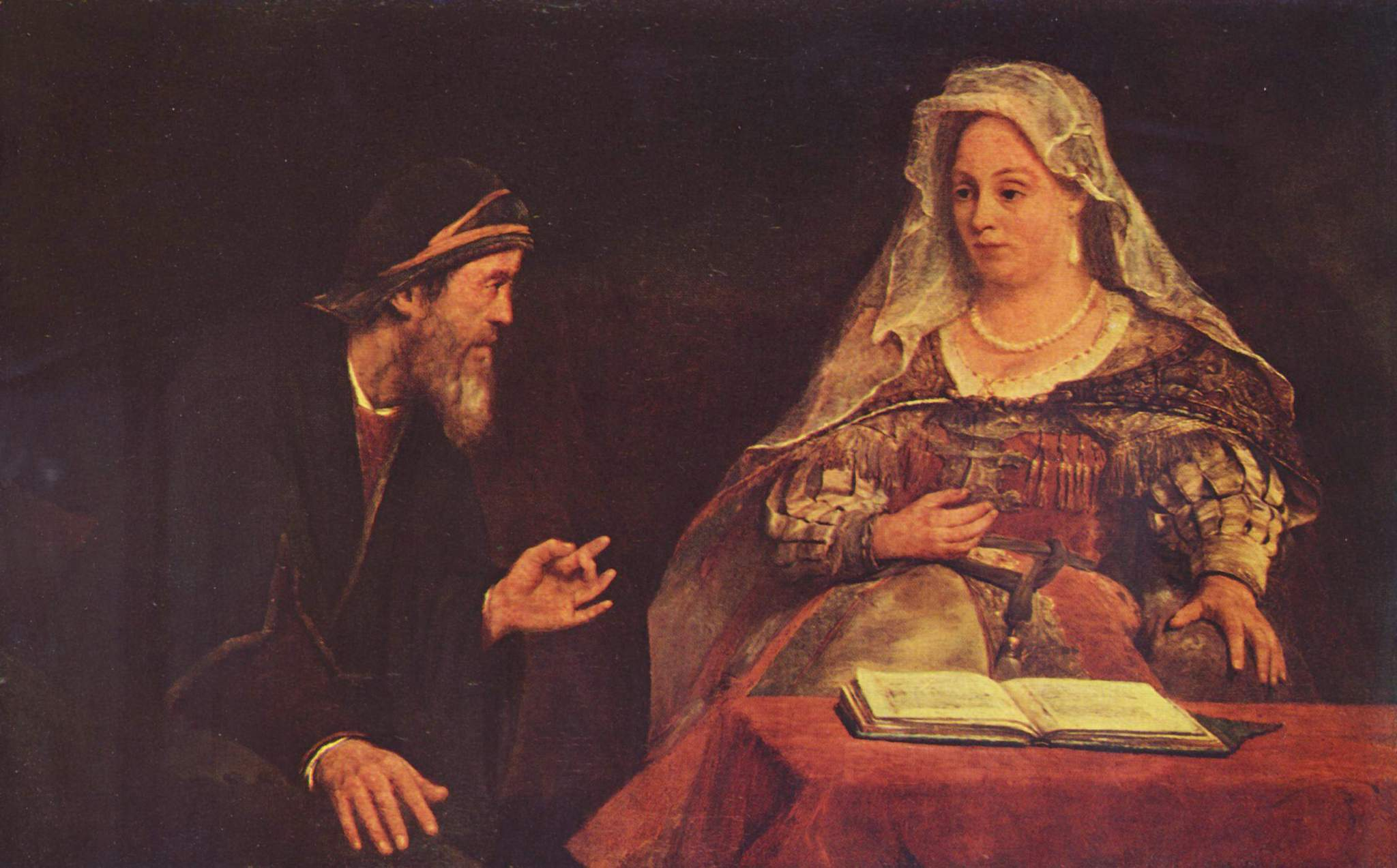
Esther et Mardochée Aert de Gelder, 1685 Musée des beaux-arts de Budapest
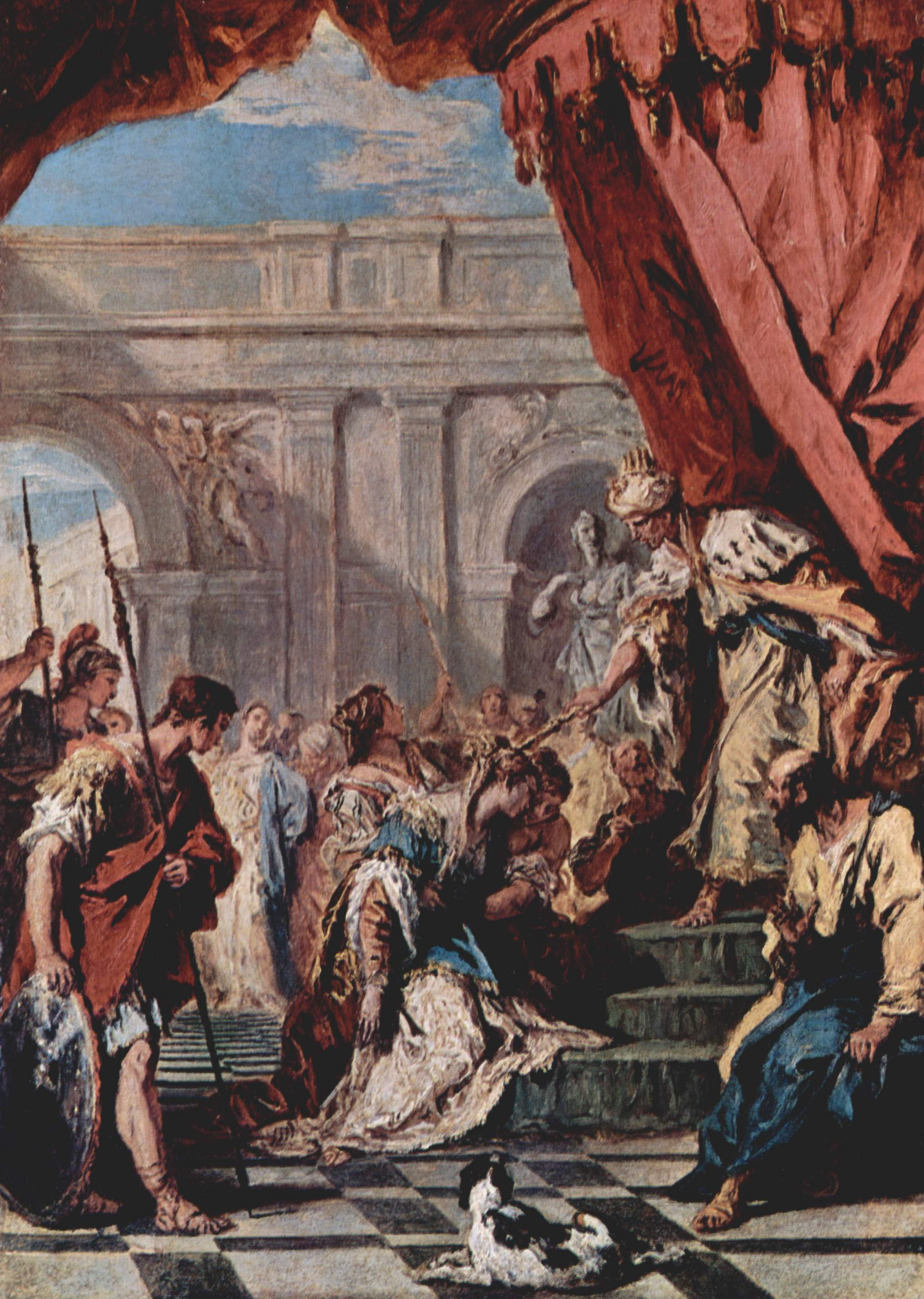
Esther devant Assuréus Sebastiano Ricci, 1730-1734 National Gallery, Londres
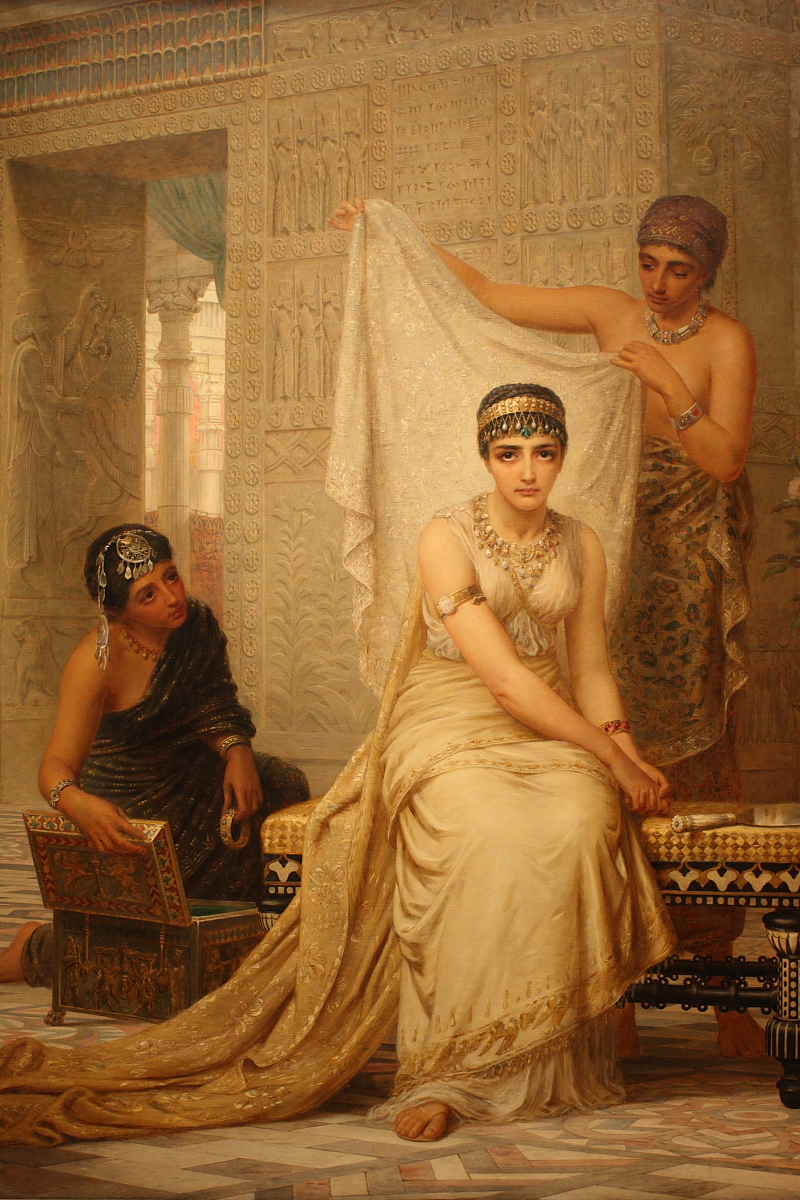
Esther, par Edwin Long (1878).
Esther, Assuérus et Haman par Jan Steen, 1668, Cleveland Museum of Art.

Le nom d'Esther est associé à Judith dans la liste des 1 038 femmes référencées dans l'œuvre d'art contemporain The Dinner Party (1979) de Judy Chicago. Elle fait partie des 999 femmes associées aux 39 principales.

### Littérature
- 1570 : Antoine le Devin écrit une tragédie sur Esther.
- 1584 : Didier Oriet, Livre de l'Esther, Paris, in-12 (1584), où il a paraphrasé en vers le livre d’Esther[9].
- 1585 : Pierre Mathieu écrit une tragédie sur Esther.
- 1615 : Ansaldo Cebà fait publier un poème héroïque sur Esther, en italien et en 21 chants, Genève, 1615, in-4°.
- XVIIe siècle : Japien Marfière (vraisemblablement un pseudonyme) : La Belle Hesther, tragédie, sans date, in-8°.
- 1666 : Duryer écrit une tragédie sur Esther.
- 1670 : Boiaval a composé un poème héroïque sur Esther, Paris, 1670, in-4°.
- 1673 : Jean Desmarets de Saint-Sorlin en a publié un autre, Paris, 1673, in-12°.
- 1679 : Joshua Barnes, Aulikokatoptron, Sive, Estherae historia poetica graeco carmine, Londres, 1679, in-8°[10].
- 1689 : Jean Racine, Esther, tragédie en trois actes avec chœurs, 1689[5]
- 1989 : Rafael Hiya Pontrémoli, Méam Loez, le Livre d'Esther (traduit du ladino par Albert Benvéniste), éd. Verdier, 1989.
- 2013 : Bernard Benyamin, Le Code d'Esther, éditions First, 2013.

### Musique
- Historia Esther, H.396, Histoire sacrée de Marc-Antoine Charpentier pour solistes, chœur, cordes et basse continue 1675.
- Esther, oratorio de Georg Friedrich Haendel, sur un livret de John Arbuthnot et Alexander Pope, 1718 puis 1732.
- Esther, cantate spirituelle d'Élisabeth Jacquet de La Guerre, EJG 25.
- Ester, ou Celle qui rendit la liberté aux juifs de Perse, oratorio chanté en italien de Karl Ditters von Dittersdorf sur un livret de Salvator Ignaz Pintus, pour solistes, chœur et orchestre de chambre, 1773.

### Cinéma
- 1960 : Esther et le Roi, de Raoul Walsh et Mario Bava.
- 1986 : Esther, d'Amos Gitaï.
- 2006 : Esther, reine de Perse, de Michael O. Sajbel.